# 联盟决心-2022

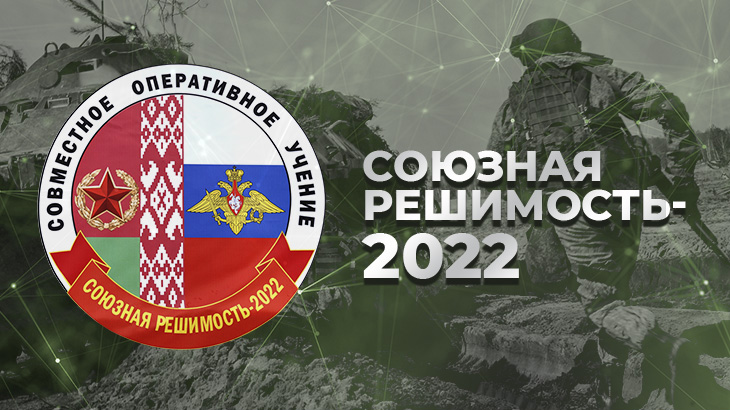
聯盟決心-2022

聯盟決心-2022（俄语：Союзная решимость — 2022）是俄羅斯聯邦武裝力量和白俄羅斯武裝部隊的聯合軍事演習，於2022年2月10日至2月20日期間在白俄羅斯境內舉行，2月20日后延长演习，但未有后续报道。

## 经过
2022年1月17日，俄-白联合军演被命名为聯盟決心-2022。
2022年1月26日，参演的首架东部军区苏-35S战斗机自哈巴罗夫斯克起飞，经停两次后降落白俄罗斯。同时S-400防空系统和铠甲-S1防空系统也正从远东通过火车运往白俄罗斯。
2022年2月2日，卫星图像显示白俄罗斯境内出现了俄军的9K720伊斯坎德爾飛彈。
2022年2月3日，北约秘书长延斯·斯托尔滕贝格表示，这是自冷战以来俄罗斯在白俄罗斯的最大军事部署。北约估计约有30,000人参加军演。白俄罗斯总统、武装部队总司令卢卡申科与俄罗斯国防部长谢尔盖·绍伊古会面，表示演习的目标一是向俄罗斯学习技术、设备使用，二是加固与乌克兰的边界。
2022年2月8日，俄罗斯总统新闻秘书德米特里·谢尔盖耶维奇·佩斯科夫表示，俄罗斯参演部队将在演习结束后返回其永久部署地点。
2022年2月10日，聯盟決心-2022军演开始，动用白俄罗斯境内五个训练场和四个空军基地。俄罗斯从东部军区调遣部队参演，携带的装备包括苏-35战斗机、苏-25SM攻击机、S-400防空系统、铠甲-S1防空系统等。同日，美国参谋长联席会议主席马克·米利与白俄罗斯总参谋长维克托·古列维奇电话通话，以避免演习“误判”。
2022年2月15日，演习中发射了OTR-21托奇卡战术弹道导弹。
2022年2月16日，白俄罗斯外交部表示，“演习结束后，没有一个俄罗斯军人会留在白俄罗斯”。
2022年2月17日，卢卡申科现场观看了军演。
2022年2月19日，拉脱维亚和立陶宛的军事观察员观看了军演。
2022年2月20日，白俄罗斯国防部长维克托·赫列宁宣布，将延长原定于当日结束的演习，未表明结束日期。

## 后续
這次演習是俄羅斯入侵烏克蘭的前兆。当月24号，俄羅斯突然入侵烏克蘭。白俄羅斯反對派將這次軍事演習視為俄羅斯佔領白俄羅斯的開始。